# Ewald Kluge
Ewald Kluge (19 januari 1909, Lausa (Dresden) - 19 augustus 1964, Ingolstadt) was een Duits motorcoureur in de jaren dertig. 

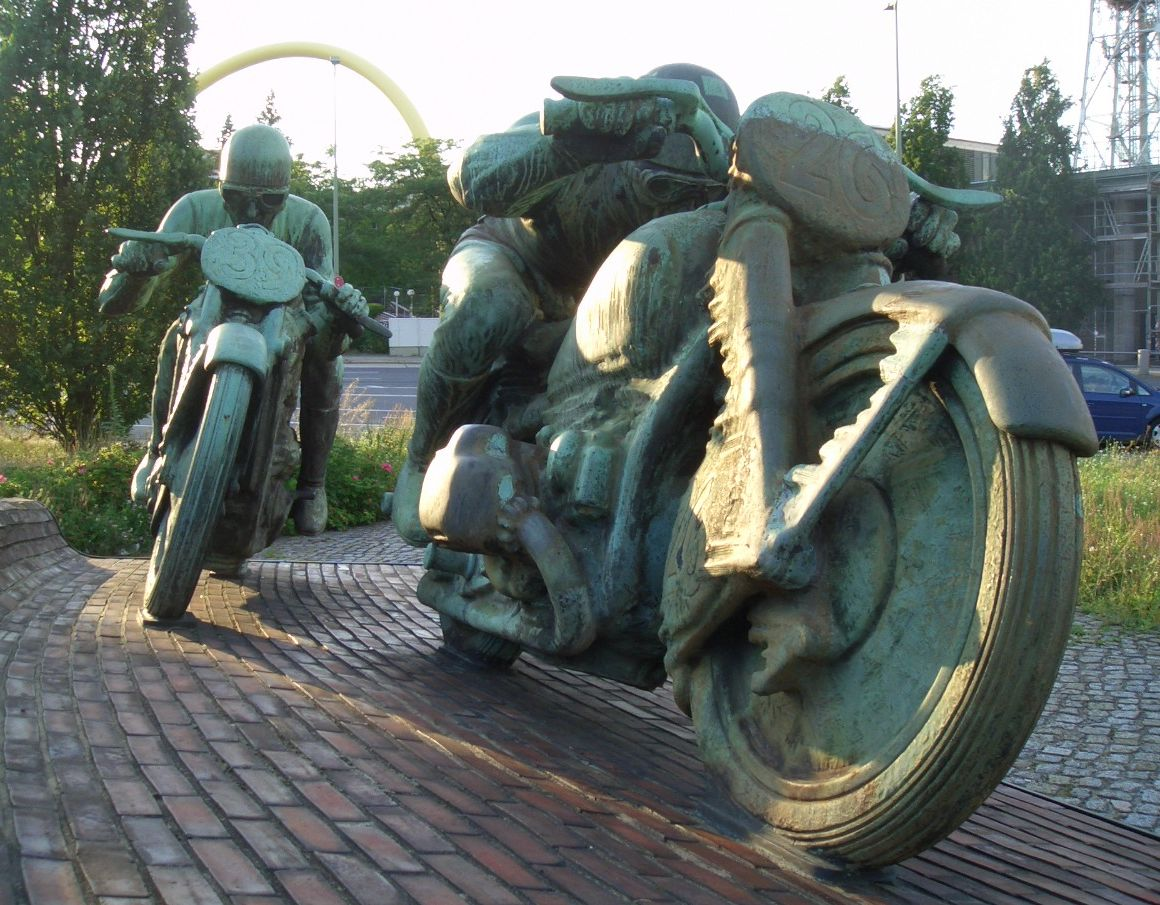
"Motorradfahrer 1938-1939" kunstwerk van Max Esser, met op de voorgrond Ernst Henne met BMW en op de achtergrond Ewald Kluge met DKW

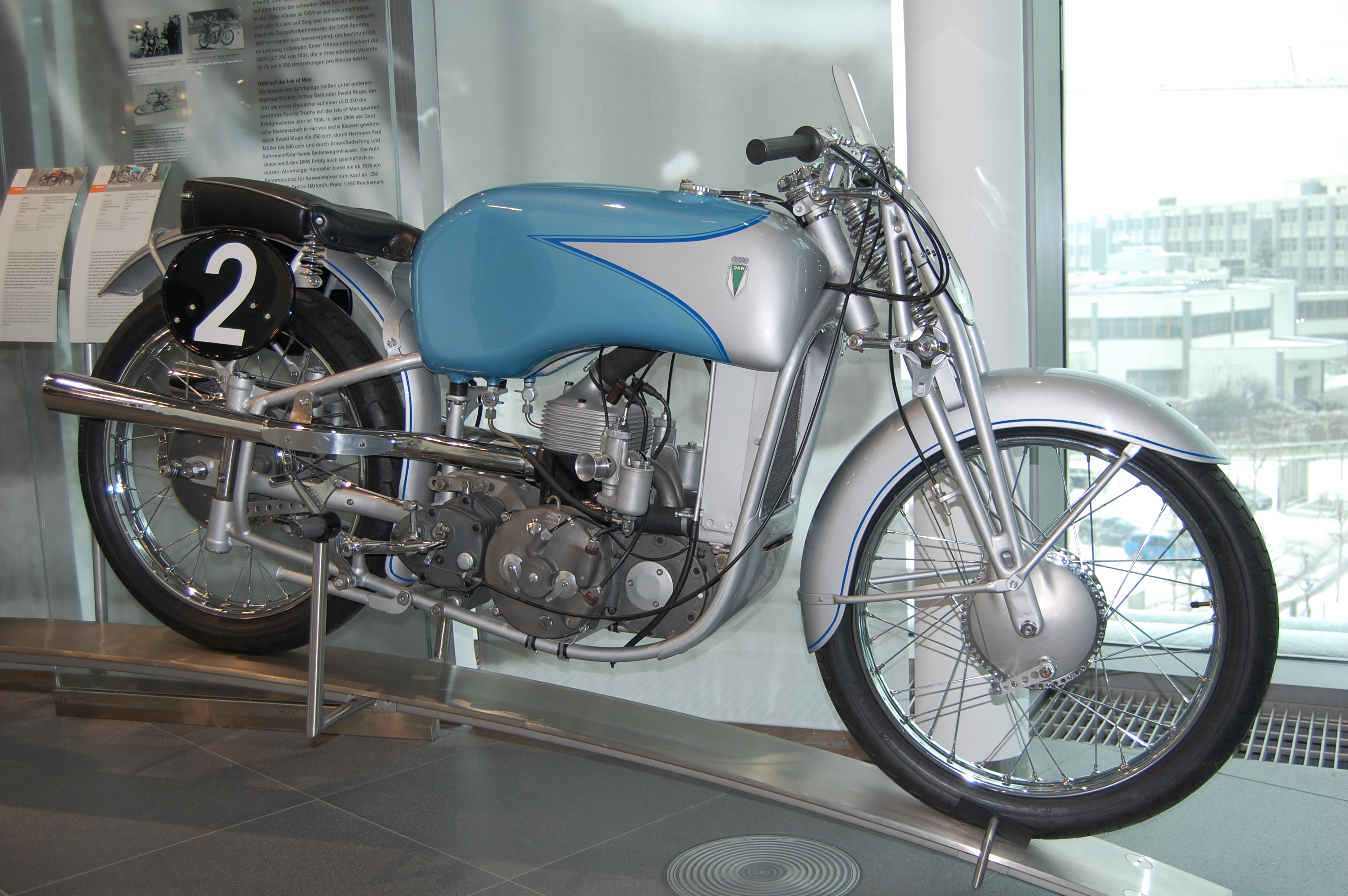
Een dergelijke DKW US 250 gebruikte Ewald Kluge

Ewald Kluge had een moeilijke jeugd. Toen hij twaalf jaar was stierf zijn moeder en vanaf dat moment moest hij in het huishouden én in de zaak van zijn vader meehelpen. Toen hij veertien was zocht hij vergeefs een plaats als leerling, maar hij vond alleen werk als wagenwasser bij een vertegenwoordiger in margarine. Die hielp hem wel aan een opleidingsplaats als automonteur in een reparatiewerkplaats. Toen hij negentien was verloor hij echter zijn baan en hij werd taxichauffeur in Dresden. In 1929 kocht hij voor 800 Reichsmark een Britse Dunelt motorfiets. Daarmee nam hij deel aan de Freiberger Dreiecksrennen en hij werd derde. In 1930 reed hij als privérijder met een DKW, maar in 1934 werd hij door de DKW fabriek als racemonteur en reservecoureur aangenomen. Vanaf 1934 was hij fabriekscoureur voor DKW. Hij woonde in het "Rennfahrerdörfchen" Chemnitz-Adelsberg, dat zijn bijnaam dankte aan het feit dat veel DKW-coureurs er woonden, zoals Arthur Geiss en Walfried Winkler. In 1934 won het DKW-team de gouden medaille bij de International Six Days Trial en de Zilveren Vaas bij de 2.000 km lange "Deutschlandfahrt". In 1935 wonnen ze de Zilveren Vaas bij de ISDT. Van 1936 tot 1939 was Ewald Kluge Duits kampioen. In 1938 won hij de 250cc klasse van de TT van Assen en hij werd ook Europees 250cc kampioen. In die tijd was de Isle of Man TT nog de belangrijkste wedstrijd van het jaar, en daarin won hij de 250cc Lightweight TT met 11 minuten voorsprong op Ginger Wood (Excelsior) én hij reed de eerste ronde met een gemiddelde van meer dan 80 mijl per uur (129 km/h). In 1939 werd hij tweede in de Lightweight TT achter Ted Mellors met een Benelli en ook weer Europees kampioen in de 250cc klasse.
Ewald Kluge reed ook heuvelklimwedstrijden. In 1938 won hij de Grote Bergprijs van Duitsland, die werd gereden op de Großglockner Hochalpenstraße en die hem de Duitse 250cc Heuvelklimtitel opleverde. Hij reed er zó snel, dat hij ook alle 350- en 500cc rijders versloeg.
Tijdens de Tweede Wereldoorlog was Ewald Kluge aanvankelijk onderofficier in Leipzig en aan de "Schule für Heeresmotorisierung" in Wünsdorf, maar in 1943 werd hij op verzoek van de Auto-Union vrijgesteld van zijn dienst en aangesteld in de testafdeling van de fabriek. Net als veel van zijn collega-coureurs werd hij min of meer verplicht lid van het NSKK. Daardoor werd hij na de oorlog als nationaalsocialist beschouwd en van 1946 tot 1949 zat hij gevangen in het Speziallager Nr. 1 Mühlberg. In 1950 ging hij weer racen voor DKW. Hij startte toen vaak in twee klassen: de 250- en de 350cc. In 1952 won hij met de driecilinder 350cc DKW op de Autobahnspinne Dresden en het Eilenriederennen. In dat jaar nam hij ook deel aan het wereldkampioenschap. Hij was al 43 jaar toen hij aan de Grand Prix van Duitsland aan de start kwam. Hij werd vierde in de 250cc- en vijfde in de 350cc-klasse. Bij een zware val op de Nürburgring in 1953 verbrijzelde hij een dijbeen, waardoor hij zijn carrière moest beëindigen. Hij werkte daarna op de public relations afdeling van de Auto-Union.
Op 19 augustus 1964 overleed hij aan kanker. Hij was getrouwd en had een zoon en een dochter.

## Wereldkampioenschap wegrace resultaten
| Jaar | Klasse | Team | Motorfiets | 1     | 2     | 3     | 4     | 5     | 6     | 7     | 8      | Punten | Plaats | Overwinningen |
| ---- | ------ | ---- | ---------- | ----- | ----- | ----- | ----- | ----- | ----- | ----- | ------ | ------ | ------ | ------------- |
| 1952 | 250 cc | DKW  | RM 250     | ZWI - | IOM - | NED - |       | DUI 4 | ULS - | NAT - |        | 3      | 13e    | 0             |
| 1952 | 350 cc | DKW  | RM 350     | ZWI - | IOM - | NED - | BEL - | DUI 5 | ULS - | NAT - |        | 2      | 11e    | 0             |
| 1952 | 500 cc | DKW  | RM 350     | ZWI - | IOM - | NED - | BEL - | DUI - | ULS - | NAT - | SPA 13 | 0      | -      | 0             |